# Santa Maria de la Junquera (la Pobla de Cérvoles)
Santa Maria de la Junquera és una església de la Pobla de Cérvoles (Garrigues) inclosa a l'Inventari del Patrimoni Arquitectònic de Catalunya.

## Descripció
És una església parroquial de planta basilical amb transsepte marcat només en alçat, respon a la tipologia típica de les esglésies d'aquesta comarca. Fou construïda en substitució d'un temple romànic de menors dimensions. Està estructurada en tres naus, avui enguixades, cobertes amb volta de canó, les laterals i amb volta de cilíndrica amb llunetes i arcs torals, la central. Els elements suportants són pilastres adossades al mur, destaca una cornisa que recórre tota la nau. Als peus del recinte hi trobem el cor. La zona del creuer està coberta amb una cúpula amb llunetes i finetsrals. El transsepte està decorat amb finestrals amb elements barrocs.
La façana és de pedra, rematada amb un frontó. A la part esquerra hi ha un petit campanar quadrat amb finestrals i coberta a quatre aigües. El 1780 s'hi col·locà un rellotge del que encara es conserva tota la màquinaria, els pesos i les cordes. El portal està flanquejat per pilastres amb motius geomètrics gravats, que sostenen un entaulament damunt seu hi ha la fornícula apetxinada per allotjar la imatge titular. Tot el portal està envoltat per motllures decoratives; destaca l'escut de la Pobla amb la data de 1728.
Cal destacar l'orgue datat el 1758, de tipus barroc, avui només conservem la carcassa. A l'altar major hi ha la imatge de la Verge, contemporània a l'orgue, al cambril hi ha unes petites pintures representant els quatre evangelistes i altres escenes. Aquesta imatge només es venera el 21 de novembre a les dotze del migdia, festivitat de la Mare de Déu de la Jonquera, quan els fidels li toquen la cara.

## Història
La colonització d'aquesta zona no fou efectiva fins entrat el segle xiii. En el decurs dels anys 1208 al 1216 l'abat de Poblet atorgà diverses cartes d'establiment de terres que van originar l'actual vila de la Pobla de Cérvoles.
El 22 de gener de 1727 davant la necessitat de cabuda d'una població creixent es demana llicència a Poblet per la construcció d'un nou temple. Se sap que el 4 de juliol de 1730, el temple encara no estava enllestit, demanant ajuts econòmics a Poblet. Finalment el mes de març de 1731 ja estava acabat. Aquest fet contrasta amb la data de la façana 1728. El retaule barroc de fusta, que presidia l'altar era obra de Lluís Bonifàs (1732). El 1749 s'acabaren les obres del campanar; el 1781es treballa en l'ampliació d'una de les seves naus laterals.
A principis dels noranta del segle XX es feren obres de reparació de la teulada. La restauració total de les desfetes ocasionades durant la guerra civil (1936-1939) es feu entre 1965 i 1966.